# Fredrik Rosengren

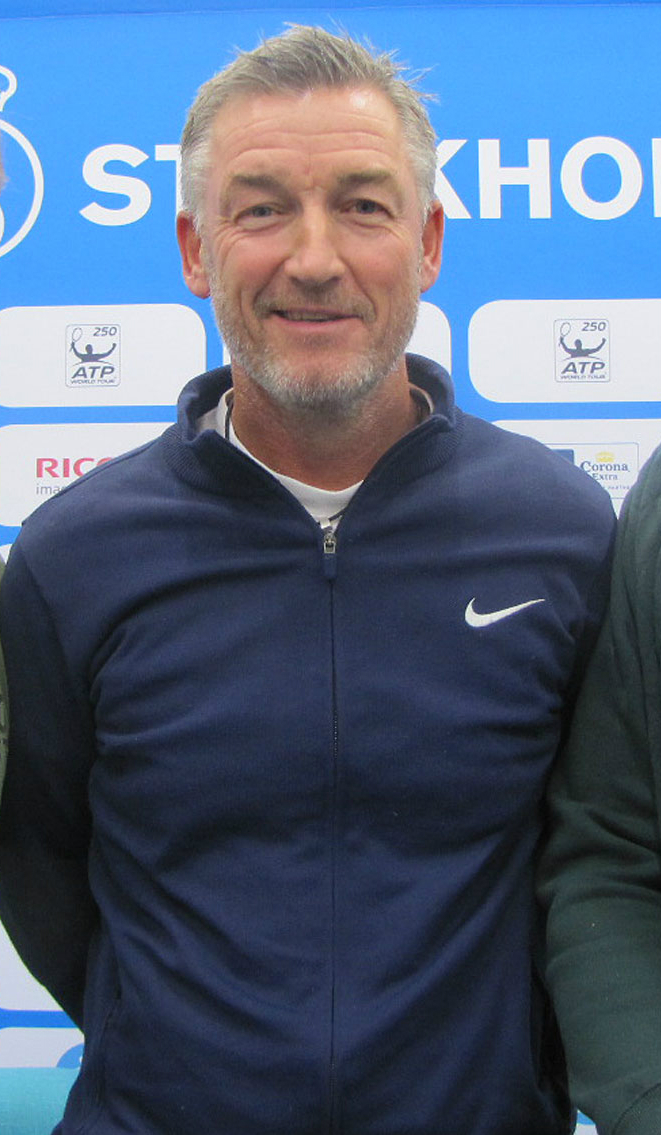
Fredrik "Fidde" Rosengren

Fredrik "Fidde" Rosengren, född 31 januari 1960 i Växjö, är en svensk professionell tennistränare. Fredrik Rosengren var under sina unga år en mycket lovande tennisspelare, men valde senare att bli tränare. Han är far till riksdagsledamoten Oliver Rosengren.

## Biografi
Rosengren har en lång tränarkarriär på över 30 år. Han tränat flera svenska stjärnspelare under flera generationer. Den svenske världstvåan Magnus Norman samt världsfyran Robin Söderling är två av dessa svenska stjärnor. Andra adepter till Rosengren är Mario Ančić, en kroatisk tennisspelare som under 2006 var rankad som nummer 7 i världen. Mellan 2012 och 2017 var Rosengren Sveriges Davis Cup-kapten.  Sedan årsskiftet 2017/18 har Rosengren tränat den unga brittiska spelaren Kyle Edmund, som under början av 2018 nådde semi-final i Australian Open. Rosengren är även sportkommentator, just nu för Discovery + men tidigare även för Viasat Sport där hans främsta meriter är ATP World Tour Finals, samt de Olympiska sommarspelen 2016 som han kommenterade tillsammans med den tidigare adepten Robin Söderling. Rosengren är gift och bosatt i Växjö. Han har två söner.

## Spelare som Rosengren tränat[4]
- Jan Gunnarsson
- Jonas Björkman
- Magnus Norman
- Joachim Johansson
- Jarkko Nieminen
- Mario Ančić
- Elias Ymer
- Jürgen Melzer
- Kyle Edmund
- Karen Chatjanov